# Südliche Große Tiefebene

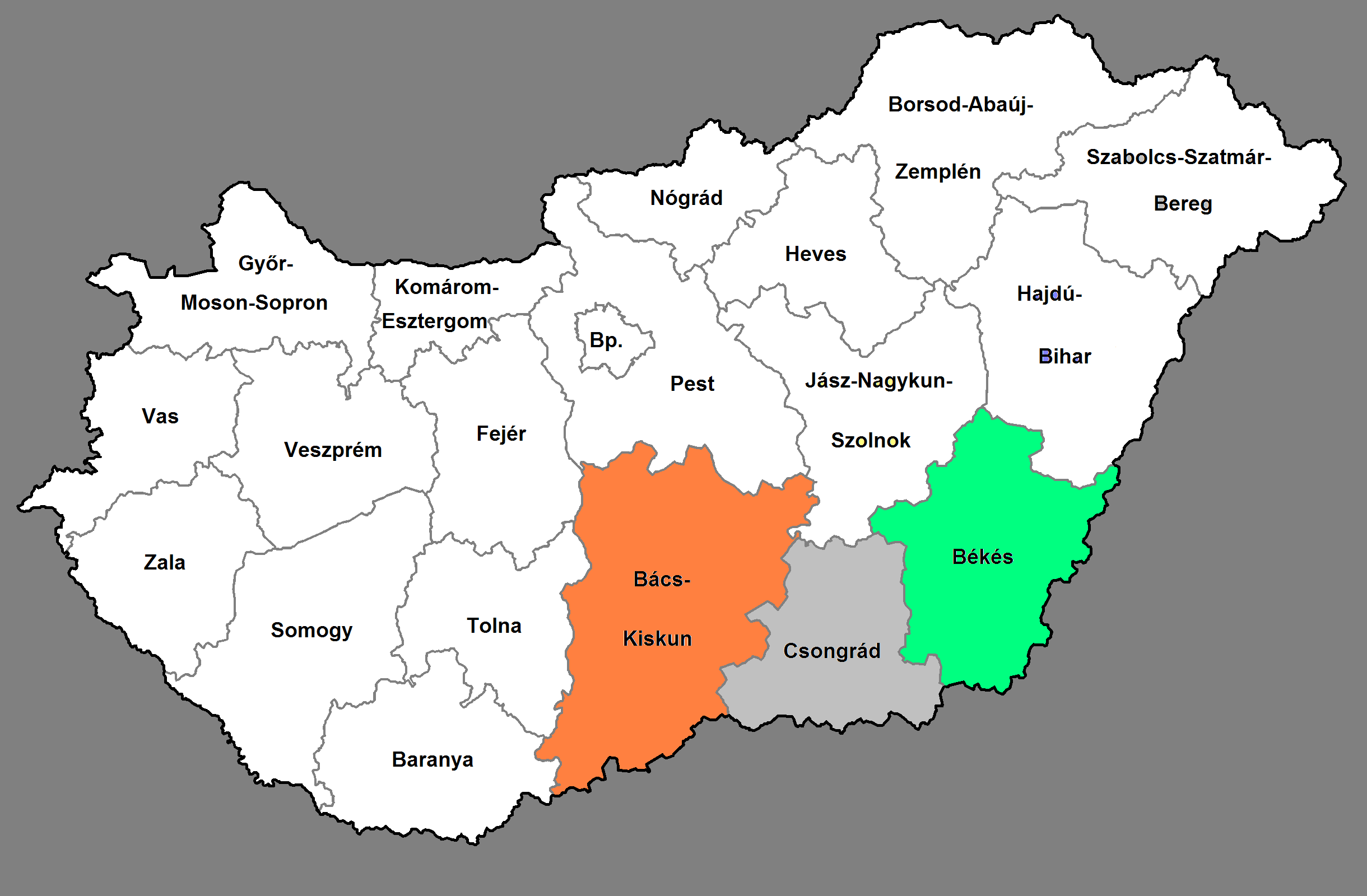
Komitate der Südlichen Großen Tiefebene hervorgehoben

Die Südliche Große Tiefebene (ungar.: Dél-Alföld) ist eine von sieben Regionen Ungarns auf NUTS-2-Basis (Code: HU33). Die Region besteht aus den drei Komitaten
- Bács-Kiskun
- Békés und
- Csongrád-Csanád.

Die größten Städte der Südlichen Großen Tiefebene sind Hódmezővásárhely, Kecskemét, Békéscsaba und Szeged. Die Region hat 1.318.214 Einwohner und ist mit ihren 18.339 km² die größte ungarische Region.

## Lage
Die Region liegt im südlichen Teil Ungarns und grenzt an die Staaten Rumänien und Serbien. Die vier benachbarten Regionen sind die Nördliche Große Tiefebene und Mittelungarn im Norden und Mitteltransdanubien und Südtransdanubien im Westen.
Koordinaten: 46° 33′ N, 20° 14′ O